# Клейн Врейстат
Клейн Врейстат (африк. Klein Vrystaat, букв. «Маленькое свободное государство») — небольшое бурское государство, существовавшее в Южной Африке.
В 1877 году король свази Мбандзени сдал в аренду двум европейским охотникам Жуакину Жуаннесу Феррейре и Франсу Игнатиусу Марицу 14,5 тысяч гектаров земли. Король считал, что он сдал землю в охотничью концессию, однако на эти земли хлынул поток буров-переселенцев, которые стали основывать на ней фермы. Мбандзени дал им разрешение на формирование местного совета, и буры создали правительство (из президента и правительственного совета), приняли конституцию и законы, а в 1886 году провозгласили создание независимого «Маленького свободного государства». Буры смогли отразить попытку свази выбить их с земли, а в 1888 году обратились к Южно-Африканской республике с просьбой о вхождении в её состав. Включение Клейн Врейстат в состав ЮАР состоялось в 1891 году.

### Возникновение колонии и ее развитие
- Буры-переселенцы: После получения аренды, на земли Мбандзени потянулись бурские переселенцы, которые начали основывать на этой территории фермерские хозяйства. Эти переселенцы быстро организовались и начали строить свою инфраструктуру.
- Создание правительства: Вскоре бурские переселенцы, используя предоставленное разрешение от Мбандзени на формирование местного совета, создали собственное правительство. Это правительство включало президента и правительственный совет, а также приняло конституцию и законы, чтобы управлять новой территорией.
- Независимое государство: В 1886 году буры провозгласили создание независимого государства, названного «Маленьким свободным государством» (Klein Vrystaat). Это государство имело свою административную и юридическую систему и активно отстаивало свои интересы на территории, которую они считали своей.

### Конфликты и интеграция
- Конфликт с Свази: В течение нескольких лет между новым государством и королевством Свази возникали конфликты. Буры успешно отразили попытки Свази выбить их с захваченных земель, что подчеркивало их решимость сохранять контроль над территорией.
- Запрос о вхождении в ЮАР: В 1888 году бурское правительство обратилось к Южно-Африканской Республике (также известной как Трансвааль) с просьбой о включении своего государства в состав ЮАР. Этот шаг был продиктован необходимостью расширить свои политические и экономические связи, а также стремлением к большей безопасности и стабильности.

### Включение в состав ЮАР
Официальное включение: Запрос буров был удовлетворен, и в 1891 году Клейн Врейстат (Маленькое свободное государство) официально вошел в состав Южно-Африканской Республики. Это включение помогло укрепить связи между различными бурскими государствами и упрочило контроль ЮАР над новым регионом.